# Namablatta congrua
Namablatta congrua är en kackerlacksart som först beskrevs av Walker, F. 1868.  Namablatta congrua ingår i släktet Namablatta och familjen småkackerlackor. Inga underarter finns listade i Catalogue of Life.